# August Hach
Friedrich August Hach (* 13. Mai 1810 in Lübeck; † 7. Oktober 1882 in Kiel) war ein deutscher Landwirt und Verbandsfunktionär.

## Ausbildung und Arbeiten als Landwirt
August Hach war ein Sohn des Diplomaten Johann Friedrich Hach und dessen Ehefrau Justine Eleonora Rettich. Gemeinsam mit seinem Bruder Hermann Wilhelm Hach besuchte er ab 1815 die private Knabenschule von Johann Hinrich Borchers in Lübeck. Anschließend besuchte er bis zur Prima das Katharineum zu Lübeck, das er zu Ostern 1825 verließ. Bis 1829 bekam er eine landwirtschaftliche Ausbildung bei seinem Onkel Meno Rettich, dem Vater von Meno Rettich, der das Gut Harkensee im Klützer Winkel (heute Ortsteil von Dassow) besaß. Bis 1831 arbeitete er dann als Verwalter auf Kühren nahe Preetz. Danach kehrte er nach Harkensee zurück, wo er bis zum Frühjahr 1833 Gutsinspektor war.
Am 9. Juni 1833 heiratete Hach Wilhelmine (Minna) Dorothea Elisabeth Becker (* 7. April 1811 in Kiel; † 4. Februar 1888 ebenda). Ihr Vater Ove (Uwe) Becker (1814–1889) besaß ein Gut auf Freudenholm bei Preetz. Im selben Jahr zog er nach Holstein und kaufte den Meierhof Bredenmoor im Kirchspiel Bovenau. Dieser gehörte seit 1817 nicht mehr zum Hauptgut Kronsburg, befand sich aber noch unter dessen Jurisdiktion.
Während der folgenden zehn Jahre arbeitete Hach nur wenig erfolgreich. Er war unglücklich, erlitt mehrfach Verluste und hatte mehrere Probleme. Sein Vater schrieb 1839 über „den verbesserten Zustand von Bredenmoor und das zufriedene Leben meines August und seiner Minna ungeachtet ihrer kinderlosen Ehe“. Die Zeit auf Bredenmoor war geprägt von Trauer über die Kinderlosigkeit und Krankheiten des Ehepaares. Sie mussten Ärzte aufsuchen und reisten zu Kuren, beispielsweise 1843 nach Bad Ems.
1843 veräußerte Hach sein Gut für 30.000 Taler an den Inhaber von Kronsburg. Bis 1859 arbeitete er hier als Pächter und beschäftigte sich mit Meliorationen. Er investierte in den Hof, insbesondere, nachdem er nach dem Tod des Vaters im Jahr 1851 Geld erhielt. Er konnte die Erträge des Anwesens steigern. Im Jahr 1855 wurden für das Bredenmoor 286 Steuertonnen angesetzt. Dies waren 38 Steuertonnen mehr als 1841. Trotzdem trennte er sich von der Pacht und verlegte seinen Wohnsitz nach Kiel.

## Schriftstellerische Tätigkeiten
Bereits während der Zeit auf Bredenmoor hatte Hach umfangreich als landwirtschaftlicher Schriftsteller und Redakteur gearbeitet. Seine Artikel erschienen zwischen 1842 und 1847 in der „Landwirthschaftlichen Zeitung für die Herzogthümer Schleswig, Holstein und Lauenburg“, die der „Schleswig-holsteinische Landwirthschaftliche Generalverein“ herausgab. Von 1867 bis Lebensende übernahm Hach die Schriftleitung des „Landwirthschaftlichen Wochenblatts für die Herzogtümer“, die derselbe Verein herausgab. Insbesondere zwischen 1851 und 1853 schrieb er auch eigene Artikel.
1861 schrieb Hach mit „Das Schleswig-Holsteinische Wirthschaftssystem“ erstmals umfangreicher. 1861 behandelte er die Wahl geeigneter Fruchtfolgen, die der „Wagrische Landwirthschaftliche Verein“ aus Lensahn prämierte. Als ergänzendes Werk hierzu schrieb er 1863 über Landpreise. In den letzten beiden Lebensjahrzehnten verfasste er auch Artikel für die landwirtschaftlichen Hefte der Zentralkommission des landwirtschaftlichen Generalvereins.
Hach gestaltete seine Arbeiten nicht nach wissenschaftlichen Ansprüchen. Stattdessen schrieb er fachpraktisch und bescheiden, mit einer engagiert-überzeugten Grundstimmung. Er arbeitete dabei gemäßigt fortschrittlich.

## Wirken als Funktionär
Seit der Anfangszeit in Bredenmoor gehörte Hach dem „Landwirthschaftlichen Verein am Schleswig-Holsteinischen Canel“ an und wirkte viele Jahre als dessen Sekretär. Gemeinsam mit Wilhelm Hirschfeld gründete er den „Schleswig-Holsteinischen Landwirthschaftlichen Generalverein“ und entwickelte diesen maßgeblich weiter. Während Hirschfeld das Präsidium übernahm, engagierte sich Hach anfangs als Sekretär, von 1857 bis 1865 als Vorsitzender Direktor und von 1867 bis Lebensende als hauptamtlicher Generalsekretär.
Ab 1848 arbeitete Hach für viele Jahre als Direktor der „Schleswig-Holsteinischen Hagelassekuranz-Gesellschaft“, danach für einige Zeit als Rechnungsführer für die Bovenauer Sparkasse. Außerdem übernahm er den Vorsitz des „Bordesholmer Landwirthschaftlichen Vereins“ sowie des „Land- und Volkswirthschaftlichen Vereins“ in Schönkirchen. In den letzten Lebensjahren engagierte er sich im „Landes-Ökonomie-Collegium“ und vertrat Schleswig-Holstein 1868 beim Kongress norddeutscher Landwirte in Berlin. Er besuchte dort auch im Mai 1875 die Tagung der „Commission für Tierzucht“. Ende 1876 ernannte ihn der König von Preußen zum Ökonomierat.

## Arbeiten als Gutachter
Da er überregional bekannt war, erhielt Hach Aufträge als Taxator und Gutachter, die ihm zusätzliche Einkünfte einbrachten. Im Frühjahr 1864 arbeitete er als „Marschcommissair“ an der Westküste. Dabei sollte er zwischen den Truppen des Bundes, die hier durchmarschierten, und der Bevölkerung vermitteln. Das Obergericht in Glückstadt beauftragte ihn Ende 1864 mit Schätzungen, die im Rahmen fidaikommissarischer Konflikte notwendig wurden. Hach arbeitete wiederholt als Obmann im Rahmen von Taxationen und Enteignungen, die in den Gebieten anfielen, in denen neue Eisenbahnlinien entstanden. Hierzu gehörten die Lübeck-Hamburger Strecke und die Neumünster-Plön-Neustädter Bahn.

## Politisches Wirken
Ab 1848 beteiligte sich Hach auch in der Landespolitik. 1848 erhielt er einen Sitz in der schleswig-holsteinischen konstituierenden Landesversammlung. Diese sandte ihn nach Lübeck, wo er die Gestaltung des Waffenstillstands von Malmö in Erfahrung bringen sollte. Im August 1849 gehörte Hach der Landesversammlung in Schleswig an. Im Februar 1850 reiste er als Regierungsrat in das Umland von Lübeck, wo er die Festsetzung der Einkommensteuer mit erarbeitete.

## Nachlass
Das Ehepaar Hach legte testamentarisch fest, dass aus dem hinterlassenen Vermögen eine Familienstiftung entstehen sollte. Stiftungszweck war, bedürftigen Mitgliedern der Familie zu helfen und die Ausbildung von Nachkommen zu finanzieren. Aufgrund des Ersten Weltkriegs wurde die Stiftung mittellos. Die Nachkommen Hachs zahlten keine neuen Gelder ein. Die Stiftung existierte daher formell bis zur Auflösung 1958.